# Bubalus cebuensis
Bubalus cebuensis es una especie extinta de búfalo de agua enano que vivió en la isla de Cebú (Filipinas). Se trata de un animal más pequeño aún que Bubalus mindorensis. Los restos fósiles fueron encontrados por el ingeniero Michael Armas en una mina de fosfatos en la década de 1950.